# Il primo lunedì del mondo
Il primo lunedì del mondo è il quinto album studio dei Virginiana Miller, gruppo musicale pop-rock italiano originario di Livorno formatosi nel 1990. È stato pubblicato il 9 marzo 2010 dall'etichetta Zahr/Altrove e distribuito da Edel.

## Descrizione
L'album era pronto per la pubblicazione già dal 2009, ma dato che la Fandango decise di non dedicarsi più alla produzione musicale, il gruppo dovette cercare in alternativa un'altra label che pubblicasse e distribuisse il disco. Le scelte finali furono l'etichetta indipendente sarda Zahr Records ed Edel Music per la distribuzione.
Le registrazioni avvennero allo Shape Recording Studio di Cascina in provincia di Pisa da Ivan Antonio Rossi (che si occupò anche del missaggio all'Apricot Studio di Milano) e all'Hanimo Studio di Livorno da Rino Sassi. Il mastering venne invece affidato a Claudio Giussani al Nautilus Mastering di Milano.
Il titolo dell'album riprende una frase della seconda traccia, Lunedì. Simone Lenzi ha affermato: "allude all'idea che abbiamo voglia di fare e di suonare come se fosse la prima volta che accendiamo un amplificatore. Da un punto di vista personale allude al fatto che mi sono lasciato alle spalle un lungo periodo di depressione. Questo disco per me è stata una terapia e uno scopo."
L'ultima traccia è una cover di È la pioggia che va dei The Rokes, a sua volta rivisitazione italiana di Remember The Rain di Bob Lind in cui il testo è stato riscritto da Mogol.

## Singoli
il video di Acque sicure viene diffuso 16 marzo 2010 su YouTube dalla casa di produzione Motorino Amaranto. Diretto da Simone Manetti, con la fotografia di Ferran Paredes Rubio, comprende anche delle scene inedite del film La prima cosa bella di Paolo Virzì. Nonostante ciò il brano non fa parte della colonna sonora del film, che invece comprende L'angelo necessario.
La carezza del Papa viene presentato in esclusiva sul sito de L'Unità il 30 aprile 2010. È stato diretto da Marco e Paolo Bruciati partendo da un'idea di Lenzi. In esso impersona un prelato che predica il proprio provocatorio verbo su un palcoscenico. Ad aggiungere ironia vengono mostrati in sovraimpressione i sottotitoli in latino del testo della canzone.
L'angelo necessario viene presentato il 29 ottobre 2010 in esclusiva sul sito di XL Repubblica. Diretto da Lorenzo Vignolo a Genova nella zona dell'ex mercato ortofrutticolo, vede nelle vesti dell'"angelo necessario" protagonista Platinette.
Il videoclip dell'ultimo singolo, Lunedì, è stato presentato in anteprima al Trick Festival di Milano il 17 marzo 2011 e il giorno seguente sul sito di XL Repubblica.

## Citazioni e influenze
- Il titolo e il testo di La carezza del Papa prendono spunto dal Discorso della Luna di Papa Giovanni XXIII:

(Papa Giovanni XXIII)
Provocatoriamente Simone Lenzi nel testo aggiunge: "ma anche un calcio nel culo va bene/anche quello ogni tanto fa bene/come segno di amore sicuro, di contatto e calore animale/senza tante parole". Sul sito ufficiale del gruppo viene scritto: "non è sbagliato supporre che l'ironia dei Virginiana sia rivolta verso ogni Autorità terrena che, in forza del potere, smarrisca quel senso di limitatezza da cui dovrebbero necessariamente derivare compassione e umiltà."
- Con L'inferno sono gli altri, Simone Lenzi cita la famosa frase di Jean-Paul Sartre proveniente dall'opera teatrale A porte chiuse.[11]
- Oggetto piccolo (a) si riferisce all'espressione dello psichiatra e filosofo Jacques Lacan usata nella sua riflessione sul godimento. Lenzi afferma in proposito: "è un sinonimo di desiderio di qualcosa che non è mai raggiungibile fino in fondo. Nella canzone ci sono più personaggi, come la ragazza anoressica, o i giocatori di slot machines: sono tutte manifestazioni di un desiderio inappagabile. Il desiderio è un pozzo al quale si attinge con un secchio sfondato."[2]
- Nel momento in cui Beppe Scardino dovette arrangiare archi e fiati, il bassista, Daniele Catalucci, gli consigliò di ascoltare Road To Rouen dei Supergrass e SMiLE di Brian Wilson.[11]

## Cinema
È la pioggia che va fa parte, insieme ai brani della band post-rock italiana Gatto Ciliegia contro il Grande Freddo, della colonna sonora dell'esordio cinematografico di Susanna Nicchiarelli, Cosmonauta. Invece L'angelo necessario è compresa nella colonna sonora del film La prima cosa bella di Paolo Virzì. Simone Lenzi, paroliere e voce del gruppo, conobbe il regista durante l'adolescenza mentre faceva da comparsa e aiuto scenografo per La bomba nel teatro, pièce teatrale ideata proprio da Virzì.

## Tracce
1. Frequent Flyer – 5:15
2. Lunedì – 3:45
3. Acque sicure – 3:56
4. La risposta – 4:29
5. L'angelo necessario – 3:30
6. L'inferno sono gli altri – 3:50
7. Oggetto piccolo (a) – 5:17
8. Cruciverba – 3:20
9. Il presidente – 3:09
10. La carezza del Papa – 2:48
11. È la pioggia che va – 5:23 (testo: Mogol – musica: Bob Lind)

Durata totale: 44:42

## Formazione[3]
Subito dopo le registrazioni il chitarrista Marco Casini ha lasciato il gruppo per poi essere sostituito da Matteo Pastorelli.

### Gruppo
- Simone Lenzi: voce, chitarra acustica
- Antonio Bardi: chitarra
- Marco Casini: chitarra
- Daniele Catalucci: basso
- Valerio Griselli: batteria
- Giulio Pomponi: tastiere

### Altri Musicisti
- Beppe Scardino: sax baritono, clarinetto basso, arrangiamento fiati e archi
- Simone Pederzoli: trombone
- Mirko Rubegni: flicorno
- Claudio Perigozzo: violino
- Andrea Cattani: viola
- Gian Paolo Perigozzo: violoncello